# Auffreville-Brasseuil
Auffreville-Brasseuil is een gemeente in het Franse departement Yvelines (regio Île-de-France) en telt 599 inwoners (2004). De plaats maakt deel uit van het arrondissement Mantes-la-Jolie.

## Geografie
De oppervlakte van Auffreville-Brasseuil bedraagt 2,4 km², de bevolkingsdichtheid is 249,6 inwoners per km².
De onderstaande kaart toont de ligging van Auffreville-Brasseuil met de belangrijkste infrastructuur en aangrenzende gemeenten.

## Demografie
Onderstaande figuur toont het verloop van het inwonertal (bron: INSEE-tellingen).

1. ↑  Populations de référence 2022.